# Turbo-folk (predstava)
Predstava Turbo-Folk autora i redatelja Olivera Frljića kultna je predstava HNK Ivana pl. Zajca iz Rijeke, te jedna od najnagrađivanijih predstava tog kazališta u povijesti. Predstava progovara o fenomenu narodnjačke glazbe i svim njezinim popratnim efektima te uz to, na šokantan i katarzičan način, čisti mračne ostatke nasljedstva bivše Jugoslavije. S predstavom Turbo-Folk HNK Ivana pl. Zajca obišlo je brojne domaće i strane kazališne festivale u mnogim važnim teatarskim središtima kao što su Beč, Berlin i Budimpešta, te festivale u regiji. Upravo je ova predstava bila ključna za međunarodnu afirmaciju redatelja Olivera Frljića. 
Predstava je premijerno odigrana 31. svibnja 2008. godine. 
Turbo-folk je do danas zabilježio više od 90 izvedaba, s više od 15000 gledatelja. Treba naglasiti kako su publika i predstava uvijek zajedno na pozornici te da kapacitet gledališta nikada ne može biti veći od najviše 200 mjesta.

## Autorski tim
Redatelj: Oliver Frljić

Dramaturg: Borut Šeparović

Scenografija: Oliver Frljić i Borut Šeparović

Kostimografija: Modni studio Artiđana

Izbor glazbe: Oliver Frljić

Oblikovatelj svjetla: Boris Blidar
  
Igraju: Anastazija Balaž Lečić, Olivera Baljak, Andreja Blagojević, Alen Liverić, Jelena Lopatić, Jasmin Mekić, Dražen Mikulić, Damir Orlić i Tanja Smoje.
   
Inspicijentica: Jolanda Pahor

## Nagrade
9. Međunarodni festival komornog teatra Zlatni lav, Umag, 2008.

- Grand Prix festivala

- nagrada za najbolju režiju: Oliver Frljić

16. Međunarodni festival malih scena, Rijeka, 2009.

- najbolja predstava u cjelini

- nagrada "Anđelko Štimac" za režiju: Oliver Frljić

- pohvala stručnog žirija ansamblu predstave

Godišnje Nagrade HNK Ivana pl. Zajca

- nagrada "Dr. Đuro Rošić" za najbolju predstavu u cjelini u dramskom programu u sezoni 2007./2008.

- posebno priznanje "Dr. Đuro Rošić" za najbolji glumački par u sezoni 2007./2008.: Jelena Lopatić i Alen Liverić

14. Jugoslovenski pozorišni festival: Festival bez prijevoda, Užice, 2010.

- specijalna nagrada "Ardalion" za koncept i izuzetnu igru ansambla

- nagrada "Ardalion" za mladog glumca: Jelena Lopatić

- nagrada "Avdo Mujčinović" dnevnog lista Politika: Jelena Lopatić

6. Festival Mediteranskog teatra, Tivat, Crna Gora, 2011.

- specijalna nagrada za umjetničko dostignuće

- nagrada za glumačku bravuru: Jelena Lopatić